# Комедийный триллер
Комедийный триллер — гибридный жанр, который черпает сюжет, как правило, из комедии и триллеров. Они часто включают более темный тон юмора по сравнению с другими жанрами.

## Критерий
Они часто включают в себя более темный тон юмора по сравнению с другими жанрами.

## Список комедийных триллеров
- Большое исправление (1978)
- Шарада (1963)[1]
- Смертельная ловушка
- Доктор (2021)
- Семейный заговор
- Хопскотч[2]
- Залечь на дно в Брюгге[3]
- Король комедии[4]
- Kingsman: Секретная служба[5]
- Поцелуй навылет[6]
- Леди исчезает (1948)[7]
- Замочить старушку (1955)
- Счастливое число Слевина[8]
- Мистер и миссис Смит (2005)
- Серебряная стрела[9]
- Простая просьба[10]
- Тонкая грань между любовью и ненавистью[11]
- Тонкий человек
- Добро пожаловать в Коллинвуд